# CATIA
 (juillet 2018).
Si vous disposez d'ouvrages ou d'articles de référence ou si vous connaissez des sites web de qualité traitant du thème abordé ici, merci de compléter l'article en donnant les références utiles à sa vérifiabilité et en les liant à la section « Notes et références ».

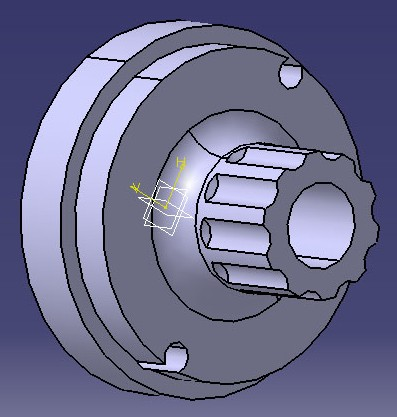
Une pièce simple créée sous CATIA V5.

CATIA (« Conception Assistée Tridimensionnelle Interactive Appliquée ») est un logiciel de conception assistée par ordinateur (CAO) créé au départ par la société Dassault Aviation pour ses propres besoins sous le nom de CATI (acronyme de conception assistée tridimensionnelle interactive). La compagnie Dassault Systèmes fut créée en 1981 pour en assurer le développement et la maintenance sous le nom de CATIA, IBM en assurant la commercialisation.
Pour le public anglophone, le sigle a reçu dans les manuels l'interprétation Computer-Aided Threedimensional Interactive Application.

## Historique
CATIA est né d'un développement réalisé en interne dans les années 1970 par Dassault Aviation, alors client du logiciel CADAM,.
Le logiciel était initialement dénommé CATI (Conception Assistée Tridimensionnelle Interactive), mais il a été renommé CATIA en 1981 au moment du dépôt de la marque. À ce moment-là, Dassault a créé une filiale responsable du développement et de la commercialisation de l'outil, et a signé avec IBM un accord non exclusif de distribution. La direction de cette filiale a alors été confiée à un ingénieur issu de Dassault Aviation, Francis Bernard, qui a occupé ce poste jusqu'en 1995 .
En 1984, Boeing a sélectionné CATIA comme son principal outil CAO, et en est devenu le principal utilisateur.
En 1988, lors du passage à la version 3, CATIA a été porté du mainframe à la plateforme UNIX.
En 1992, CADAM a été racheté à IBM et l'année suivante CATIA CADAM v4 a été publié. Cette version intègre le concept de conception paramétrique.
En 1996, le nombre de plateformes UNIX supportées par CATIA V4 a été porté de une à quatre, comprenant désormais IBM AIX, Silicon Graphics IRIX, Sun Microsystems SunOS et Hewlett-Packard HP-UX.
En 1998, une version complètement ré-écrite de CATIA a été publiée : CATIA V5. Cette version a été écrite pour Microsoft Windows tout en conservant sa disponibilité sous UNIX ; le monde mainframe a été abandonné.
En 2008, une nouvelle version majeure la V6 a été publiée (V6R2009). L'intégration avec les autres outils de l'éditeur a été étendue, le support des plateformes UNIX a été arrêté pour le client CATIA.

## Développement
CATIA a suscité de grandes polémiques dans le domaine de l’ingénierie et des rivalités avec plusieurs logiciels de grande taille à savoir Inventor et Euclid qui ont concurrencé CATIA pendant sa diffusion. Ceci a créé un milieu propice pour non seulement des améliorations mais aussi des mises à jour fréquentes et a fourni en plus une certaine critique du logiciel et a donc permis un développement fortement influencé par les exigences du marché.
CATIA a été baptisé par Dassault Systèmes, filiale du Groupe industriel Marcel Dassault, créée elle-même en 1981 avec pour objectif d'innover dans la conception assistée par ordinateur.
La création de CATIA fut accompagnée de celle d’un autre logiciel nommé ENOVIA. Ce dernier s’est spécialisé dans les systèmes de gestion des projets VPM (Virtual Product Management). Dassault systèmes a ainsi articulé structurellement ses services de logiciels autour de marques spécifiques à deux grands domaines de son marché.
Dassault Systèmes a commencé en 1981 avec un seul client : Avions Marcel Dassault. Comme le groupe Dassault était l'un des principaux clients d'IBM en France, un accord a été signé pour que IBM commercialise CATIA. Il s'agissait d'une licence non exclusive avec un partage des revenus équitable, là où CATIA était vendu par IBM comme un produit propre. Cet accord fut extrêmement bénéfique et avantageux pour les deux entreprises et a été considéré par les protagonistes de cette époque comme l'un des facteurs fondamentaux du succès de l'histoire de Dassault Systèmes[réf. nécessaire].
Progressivement, la notoriété de CATIA a commencé à croître au-delà du secteur de la conception aéronautique, et à couvrir celui de l'automobile (BMW, Mercedes et Honda), puis s'est élargie à plusieurs industries telles que les biens de consommation, la machine-outil et la construction navale. IBM était désormais devenu un client pendant les années 1980 en déployant CATIA dans son ingénierie et ses usines de fabrication.
Malgré l'existence d'une  concurrence réelle, surtout EUCLID qui dominait le secteur de la conception dans les années 1990, CATIA a pu devenir le numéro 1 mondial sur son marché, et est resté le principal outil CAO de son éditeur, et son application historique .

## Caractéristiques techniques
CATIA fonctionnait uniquement sur les plateformes Unix (AIX, HP-UX, IRIX et Solaris) en version 4. La version 5, disponible à partir de 1999, fonctionnait sous Solaris, AIX, HP-UX, IRIX et Windows, et proposait en outre une architecture de développement à partir d'interfaces VB et C++ permettant de personnaliser et de programmer ses propres modules à partir du noyau de base. En V6, seul Windows est supporté côté client, bien que certains composants serveur soient supportés sous Unix.

## Domaines d'application
Les différents produits constituant CATIA V5 couvrent un très grand nombre de domaines, allant de la conception mécanique, à la conception de systèmes électriques, au design ou à la FAO.

## PLM
CATIA a la possibilité de s'interfacer avec un logiciel PLM — C'est toujours le cas dans le secteur industriel. La connexion la plus aisée se fait avec les applications ENOVIA de Dassault Systèmes (VPM, 3DCOM, LCA, SmarTeam, 3DExpérience) mais les applications concurrentes proposent également une interface.

## Ateliers
CATIA est composé de plusieurs ateliers (également appelés modules) pour la conception mécanique, électrique, etc., en fonction des licences achetées.
Citons par exemple :
- Ateliers de conception mécanique de base : conception de pièces, réalisations d'assemblages, mise en plan, etc. ;
- Ateliers métiers avancés : atelier tôlerie, atelier soudures, etc. ;
- Ateliers de conception électrique : passage des câbles, création des plans de câblage, etc. ;
- Ateliers de calculs par éléments finis ;
- Ateliers d'usinage numérique ;
- Ateliers de gestion de la maquette numérique : revue de la maquette numérique, vérifications des interférences, calculs de cinématique, etc. ;
- Ateliers d'ergonomie.

CATIA comporte également des ateliers qui permettent de construire des catalogues de pièces standards ou de matériaux réutilisables. Sans oublier les modules de knowlegdeware qui permettent d'apporter de l'intelligence dans la conception des modèles et des vérifications automatiques.

## Clients
Plusieurs milliers d'entreprises utilisent CATIA V5 à travers le monde, dans différents secteurs industriels. Citons par exemple :
- aéronautique : Boeing, Bombardier Aéronautique, Dassault Aviation, SNECMA, Airbus, Airbus Helicopters, Thales, Safran, SONACA, Embraer ;
- spatial : ArianeGroup ;
- construction navale : Groupe Bénéteau, Meyer Werft, US Navy pour l'USS Virginia (SSN-774), premier sous-marin américain à avoir été conçu par ordinateur[6],[7],[8], Naval Group[9] ;

- architecture : Frank Gehry a conçu la plupart de ses réalisations depuis 1995 avec ce logiciel, dont le Musée Guggenheim de Bilbao[10] ;
- automobile : Microcar, Michelin, Renault, Renault Sport F1, PSA, BMW, Daimler, Toyota, Honda, Porsche, Audi, Mygale, Goodyear, Autoliv, Valeo, Plastic Omnium, Faurecia, Renault Trucks, Yamaha, Tesla Motors, BRP ;
- ferroviaire : Alstom, Bombardier, CAF, SNCF ;
- horlogerie : Swatch Group ;
- électronique : Nokia, LG, Thales ;
- produits de grande consommation : Arc International ;
- manufacturing : Rotarex ;
- recherche : le CERN, Fermilab, CNRS ;
  - enseignement : ISAE-Supaero, ISAE-ENSMA[11], Supméca, IPSA (Ivry-sur-Seine, Lyon et Toulouse)[12], Arts et Métiers (ENSAM), ICAM, ESTACA, ESTP PARIS, ISAT,ESIEE Paris, IUT Saint Denis Paris 13, IUT Le Creusot, INSA Rennes, INSA Lyon, ENI Metz, ENI Tarbes[13], ENI Saint-Étienne, ENSMM Besançon[14], IUT du Limousin[15], Départment GMP de l'IUT Aix-Marseille, SIGMA Clermont, EIGSI, ECAM Rennes, Polytech Nancy, Polytech Paris-Saclay ;
- énergie : ITER, Hydro-Québec, Areva, General Electric ;
- défense : Nexter, Arquus ;

### Galerie

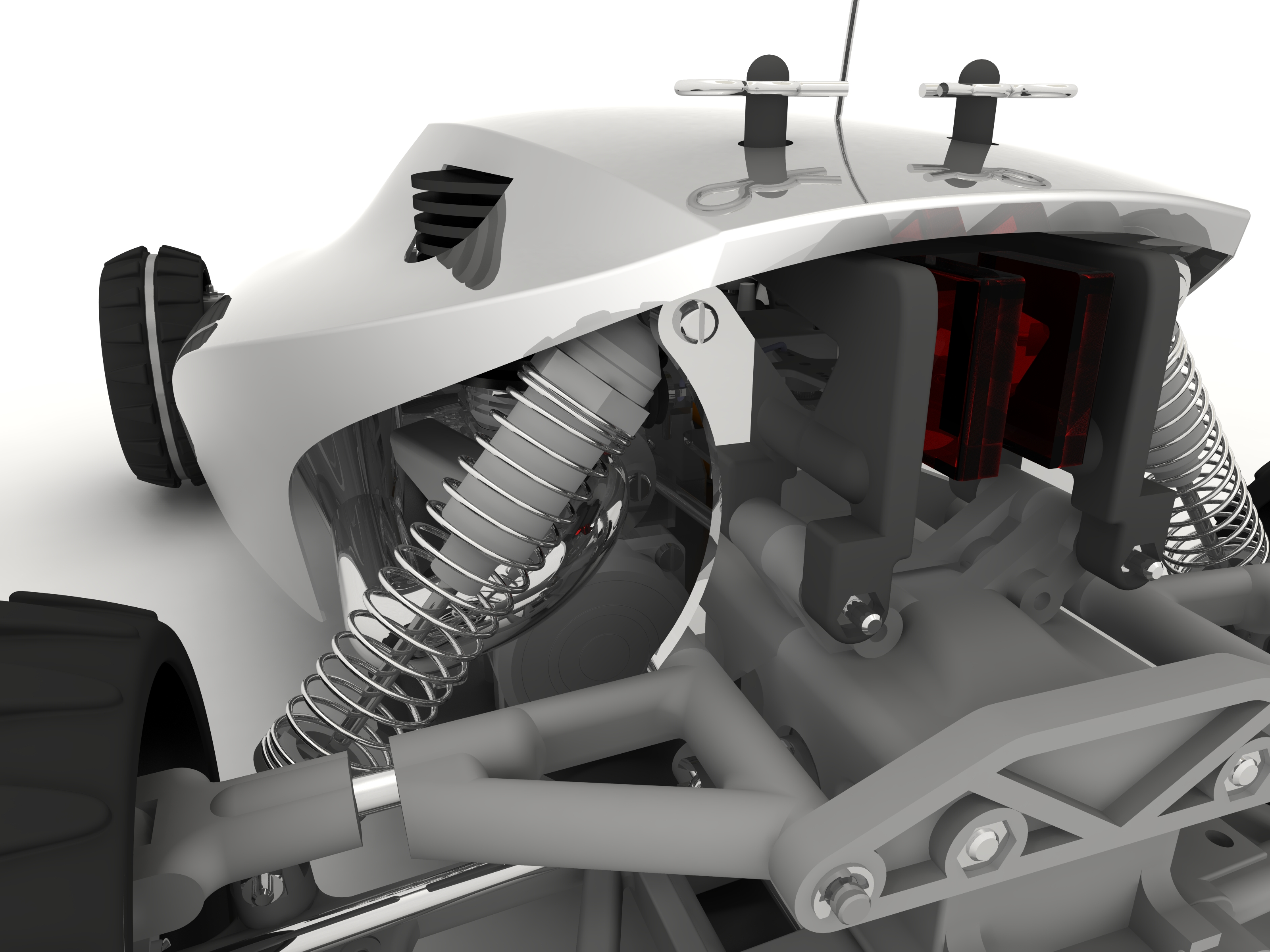
CATIA Rendering (image JPEG).
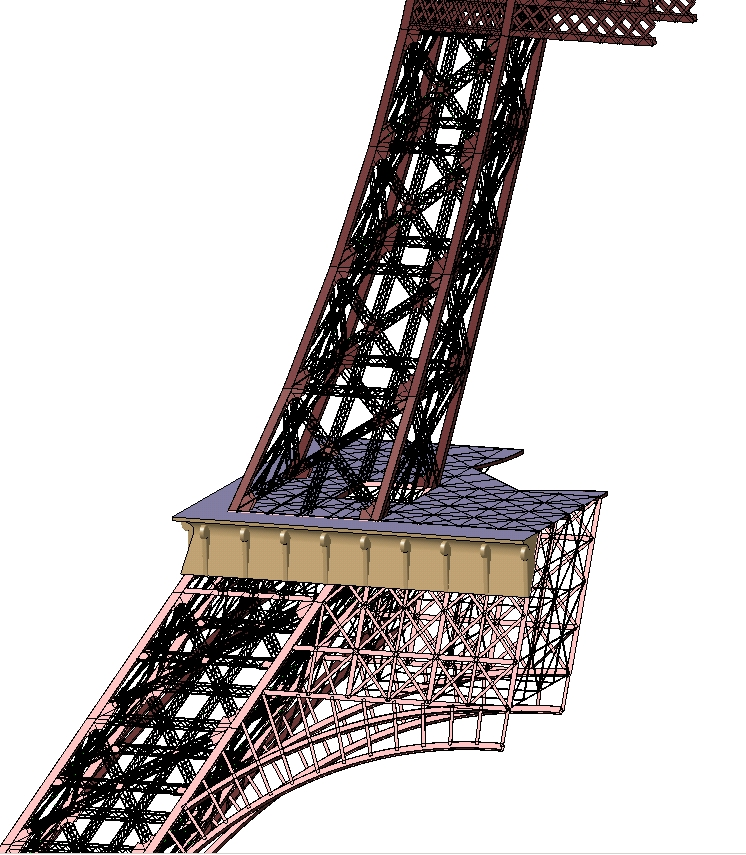
Côté Nord Est de la tour Eiffel.
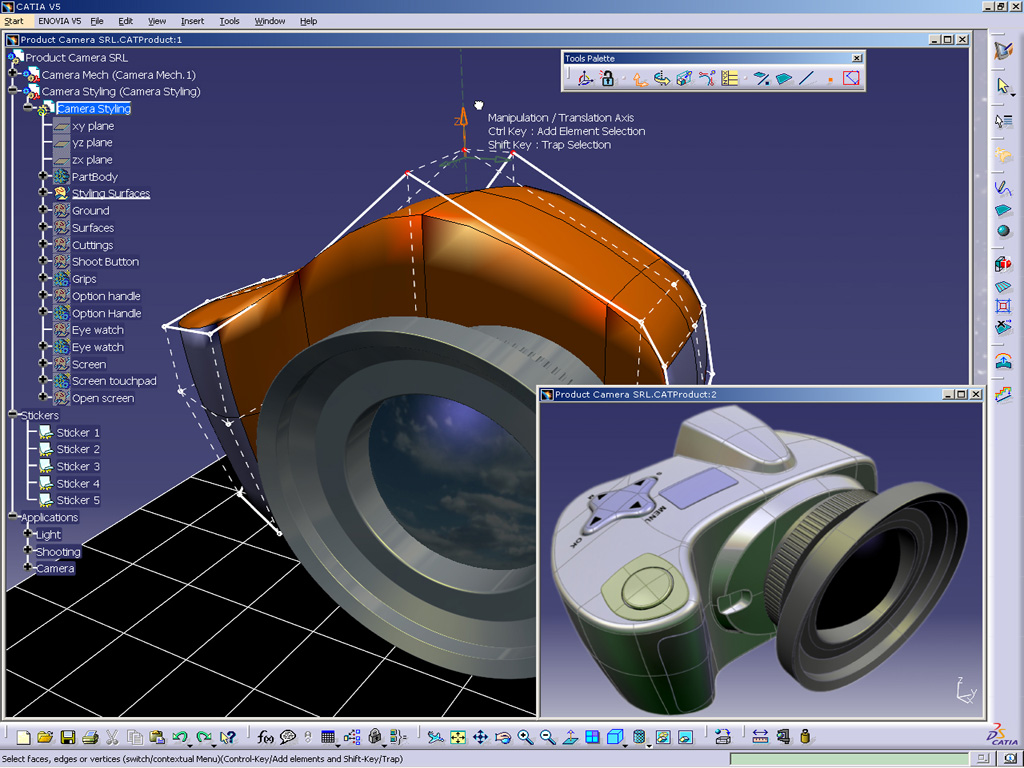
Concept de Produit.

## Concurrence
Ses principaux concurrents sont :
- Creo Parametric de PTC ;
- Solidworks de Dassault Systemes ;
- Pro/Engineer de PTC ;
- NX (Unigraphics) de Siemens PLM (ex-UGS) ;
- Mechanical Desktop de Autodesk ;
- Inventor de Autodesk ;
- SpaceClaim de Ansys ;